# Orchids: My Intersex Adventure
Orchids: My Intersex Adventure  es un documental autobiográfico  de 2010 sobre la lucha de una mujer por entender su propia condición intersexual mientras entrevista a otras personas o intersexuales. La directora Phoebe Hart utilizó cámaras digitales y un pequeño equipo que incluía a su hermana, Bonnie Hart, mientras realizaba un viaje de autodescubrimiento a través de varias zonas de Australia, grabando algunas historias personales que le fueron reveladas por los otros individuos intersexuales.
Este documental tardó seis años en ser filmado por los principales documentalistas (las hermanas Phoebe y Bonnie Hart), usando una variedad de cámaras, incluyendo cámaras digitales semiprofesionales, videocámaras domésticas VHS y Super 8.

## Sinopsis
A Hart se le dijo que nunca menstruaría ni tendría hijos, pero no se discutieron las razones y el tema era tabú. Inicialmente, sus padres se negaron a ser filmados.
Cuando Hart tenía 17 años, su madre le contó el secreto de la familia, que Hart tenía testículos en su abdomen. Hart fue presionada para que se sometiera a una  cirugía invasiva para extirpar sus testículos no descendidos, y en el documental se enfrenta a las traumáticas cicatrices emocionales de esa operación. Su hermana, Bonnie Hart, comparte la misma condición.
Hart se embarcó en un viaje por carretera alrededor de Australia en un esfuerzo por escuchar las historias de otras personas  intersexuales con el propósito de autorreflexión. Esta autorreflexión engendró su resistencia y curación emocional, pero se dio cuenta de que no podía escapar del impacto generalizado que su condición tenía en todas sus relaciones. Hart y su esposo James deseaban formar una familia, pero su infertilidad y el estrés del proceso de adopción tensaron su matrimonio. Empezó a entender el alcance de las dificultades que sus padres enfrentaban cuando tomaban decisiones en su nombre.
Este punto de inflexión en su desarrollo personal convenció a sus padres para ser entrevistados. Hart estaba emocionada pero aprensiva, y se preguntaba si hablar abiertamente con su madre le daría las respuestas que tanto había buscado.

## Premios
La película ganó el Premio de ATOM  al Mejor Documental General. Otros premios incluyen:
- Premio del Gremio de Directores de Australia
- Mejor Dirección en un Documental (Stand Alone); Premios de la Academia Australiana de Cine y Televisión de Artes.
- Mejor Documental de menos de una hora; Ganador del Festival de Honolulu
- Premio Kahuna de Oro; Festival Internacional de Cine de Brisbane
- Mejor Documental; Festival Internacional de Cine de Chéries-Chéris, Francia
- Prix Spécial du Jury du Film Documentaire; Festival Internacional de Cine Documental sobre Género MujerDoc, España
- Mejor Corto Documental; Mejor Documental en Mix Copenhagen; Premio John Deen Memorial en el Festival Internacional de Cine LGBT de Spokane.